# Centre national de recherche et de production Progress
Le Centre national de recherche et de production Progress ou TsSKB Progress est le principal centre de production de lanceurs et de véhicules spatiaux de Russie. Il est situé dans la ville de Samara (appelée Kouibychev de 1935 à 1991).

## L'Usine d'Aviationno1
L'établissement de Samara résulte de l'évacuation, en 1941, de l'Usine d'Aviation d'État no 1, située à Moscou, qui produisait des avions et des dirigeables pour le complexe militaro-industriel soviétique depuis les années 1920. Pendant la Seconde Guerre mondiale, de 1941 à 1945, l'usine construisit 11 000 Iliouchine Il-2 Sturmovik, l'un des meilleurs avions d'attaque au sol de cette époque. Elle s'engagea ensuite dans la production de chasseurs à réaction MiG-9 et MiG-15 ainsi que de bombardiers à réaction Il-28 et Tu-16.

## Une usine de missiles
En 1957, fut décidée la fabrication en série de la fusée R-7 Semiorka, développée par l'OKB-1 (le Bureau d'études expérimental no 1), dirigé par l'ingénieur Sergueï Korolev. Le R-7 Semiorka était conçu comme un missile balistique intercontinental (ICBM). L'usine d'Aviation no 1 fut réunie à l'Usine de moteurs no 24, contiguë. En une dizaine de mois, l'usine fut reconstruite et le personnel envoyé en formation auprès de l'OKB-1 et de l'Usine no 88, à Moscou. La fabrication des R-7 commença en 1958 à Kouibychev et le premier test réussi eut lieu au centre d'essai de Baïkonour le 17 février 1959. L'usine se consacra alors à la production en série des missiles R-7 et R-7A. Certains missiles R-7 et R-7A étaient ensuite reconvertis en lanceurs spatiaux dans l'Usine no 88. C'est l'usine Progress qui fabriqua le lanceur qui mit Youri Gagarine en orbite en 1961.

## Lanceurs et satellites
En 1965, l'Usine d'Aviation no 1 fut rattachée au Ministère des constructions mécaniques générale et prit le nom de Progress. L'usine abandonna la fabrication de missiles balistiques intercontinentaux pour se consacrer entièrement à la construction d'une famille de lanceurs spatiaux dérivés du R-7 : 
- Vostok-M, Voskhod, Soyouz et Molnia.
- Des lanceurs lourds N-1, vers 1970.
- Des lanceurs lourds Energia, dans les années 1980 et 1990, capables de lancer une charge de 40 tonnes.

Au total, 1600 lanceurs furent construits par l'usine Progress en 35 ans.

## L'usine Progress depuis 1991

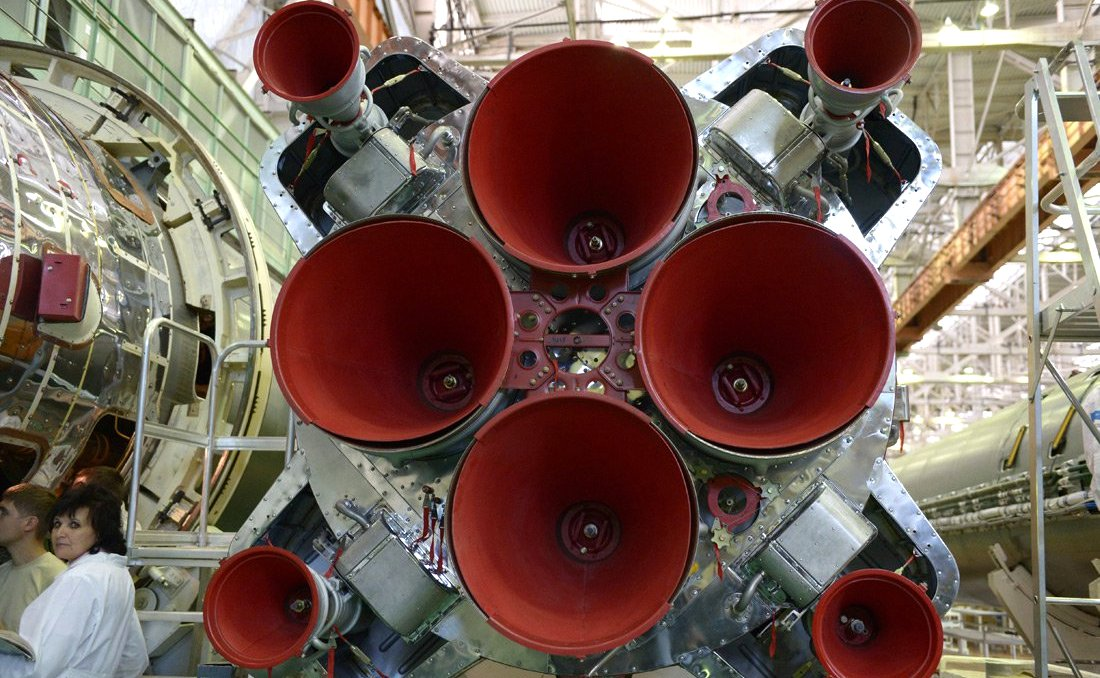
Moteurs de fusée Soyouz dans l'usine en mai 2014.

Après la dislocation de l'Union soviétique, l'usine Progress fut rattachée à l'Agence spatiale russe (1994). Depuis 1996, elle fait partie du « Centre spatial de Samara », qui regroupe :
- Le bureau d'études TsSKB ;
- L'usine Progress.

En 2000, le Centre emploie environ 20 000 personnes, dont 16 000 pour l'usine Progress.
Le président français Jacques Chirac a effectué une visite officielle du Centre spatial de Samara le 3 juillet 2001.
Avec la chute des commandes de fusées, l'usine Progress a dû diversifier sa production. Elle est ainsi devenue la principale usine de fabrication de seringues jetables de Russie et même d'Europe.